# Mirimiran
Mirimiran (pers. skrót z arab.-pers. emir-i emiran) – „emir emirów” w Turcji osmańskiej odpowiednik rodzimego tytułu bejlerbej.